# Édouard Lartet
Édouard Lartet (Saint-Guiraud, 15 aprile 1801 – Seissan, 28 gennaio 1871) è stato un paleontologo, geologo e antropologo francese.
È considerato il padre fondatore della paleoantropologia. Scoprì alcuni giacimenti preistorici in Francia, oltre che numerosi fossili di importanza scientifica (come il Dryopithecus, 1856). Nel corso degli anni, maturò una teoria, secondo la quale l'uomo, nel neozoico, visse insieme a grandi mammiferi, quali il Mammut. Questa teoria, fu poi confermata da un suo stesso ritrovamento a Abri de la Madeleine; una raffigurazione di un Mammut su un pezzo d'avorio. Fece importanti ritrovamenti anche ad Aurignac. Anche suo figlio, Louis Lartet, fu un importante paleontologo.

## Raccolta dei preistorici  Edouard Lartet

Bastone forato "di comando". Magdaleniano
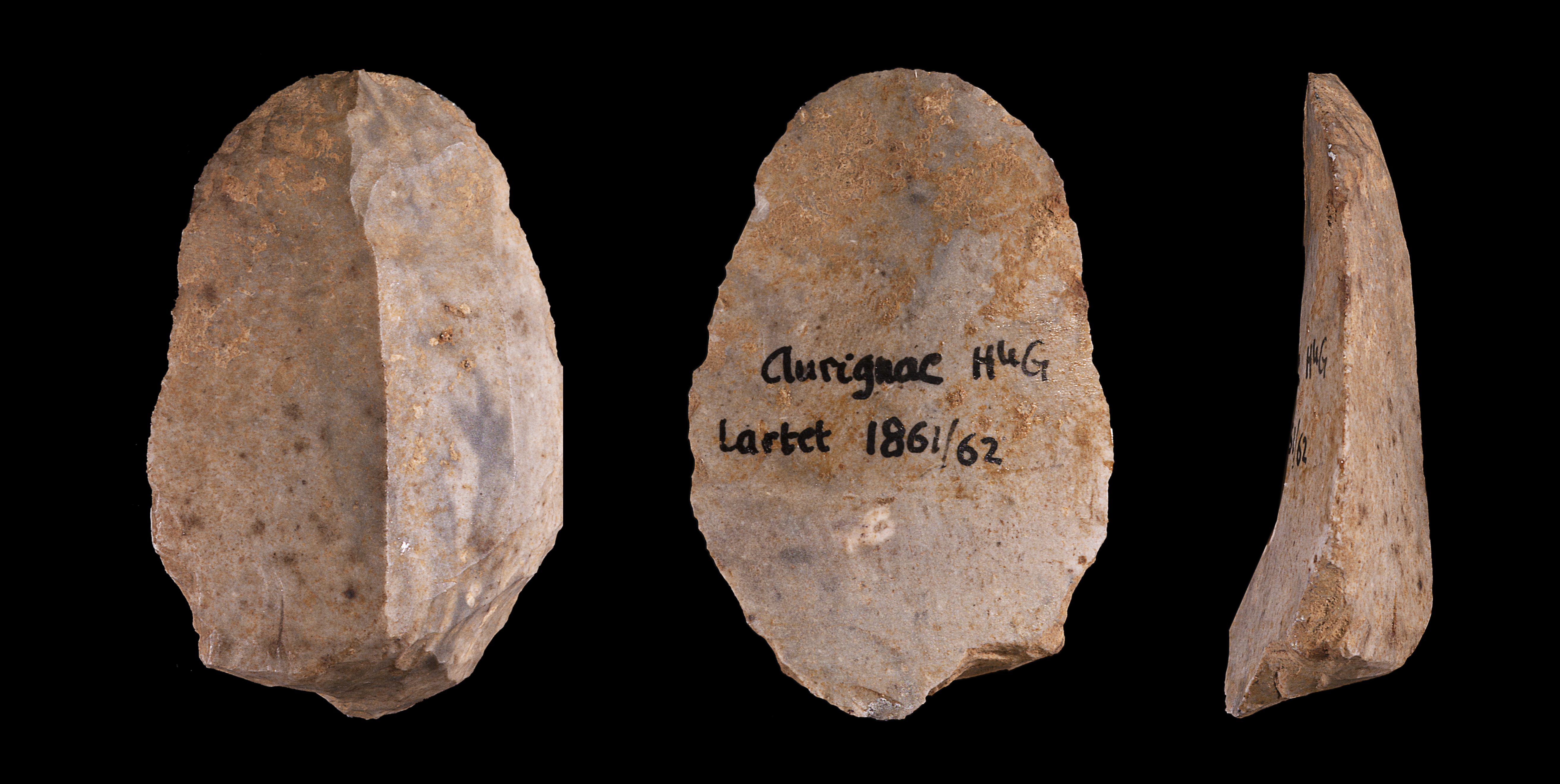
Raschietto Aurignaziano
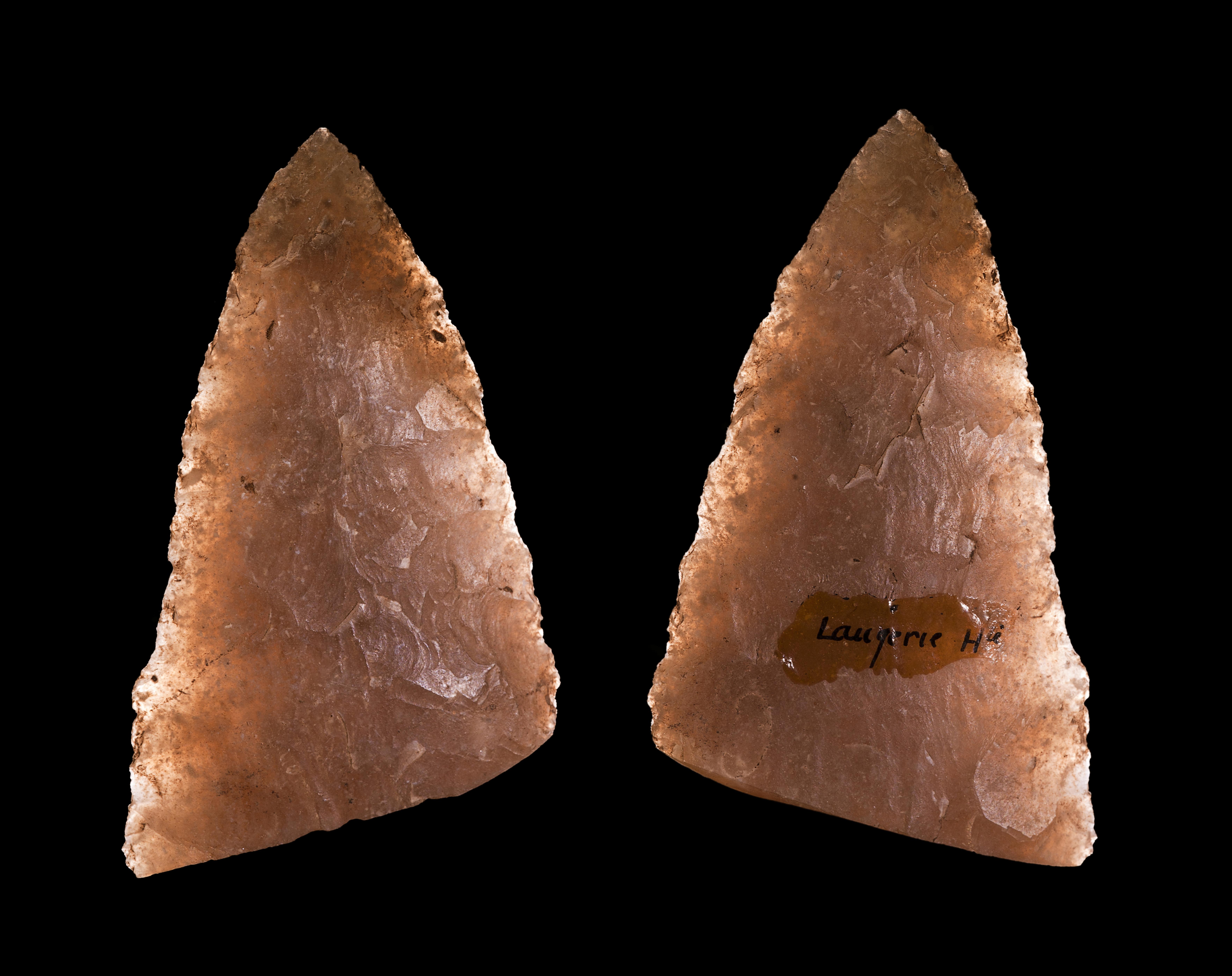
Frammento di "foglia di alloro" - Solutreano
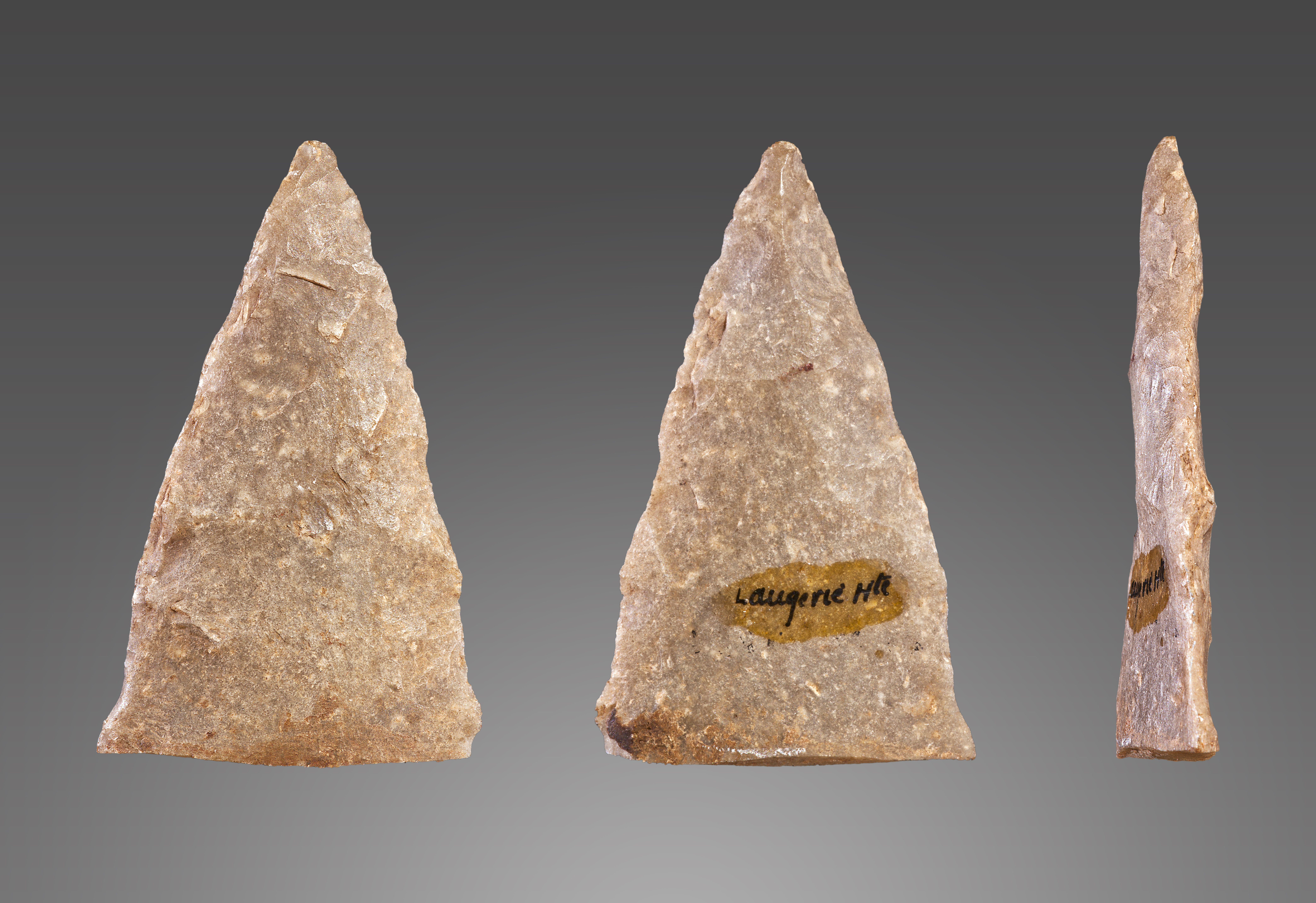
Frammento di "foglia di alloro" - Solutreano